# گافستاون (نیوهمپشایر)
گافستاون (به انگلیسی: Goffstown) شهری در ایالت نیوهمپشایر کشور ایالات متحده آمریکا است که جمعیت آن در سرشماری سال ۲۰۱۰ میلادی، ۳٬۱۹۶ نفر بوده‌است.